# خورشید ورجینا

خورشید ورجینا نماد اسکندر مقدونی

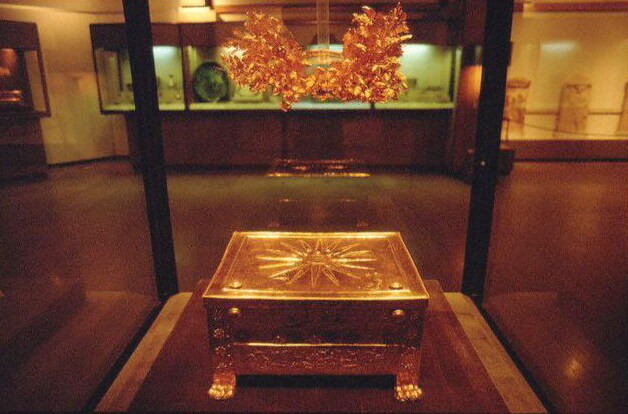
لارناکس طلایی در موزه باستان‌شناسی سالونیک با نماد خورشید ورجینا.

پرچم استان مقدونیه مرکزی یونان

پرچم جمهوری مقدونی ۱۹۹۲ تا ۱۹۹۵

خورشید ورجینا (که با نام ستاره ورجینا یا ستاره مقدونیه هم شناخته می‌شود) سمبلی است ستاره یا خورشید مانند با شانزده پرتو دور آن، که در سال ۱۹۷۷ در کاوش‌های باستانی در شهر ورجینا یونان به‌دست آمد.
این نماد بر روی پرچم استان مقدونیه مرکزی یونان و تا سال ۱۹۹۵ بر روی پرچم مقدونیه وجود داشت.

## نگارخانه

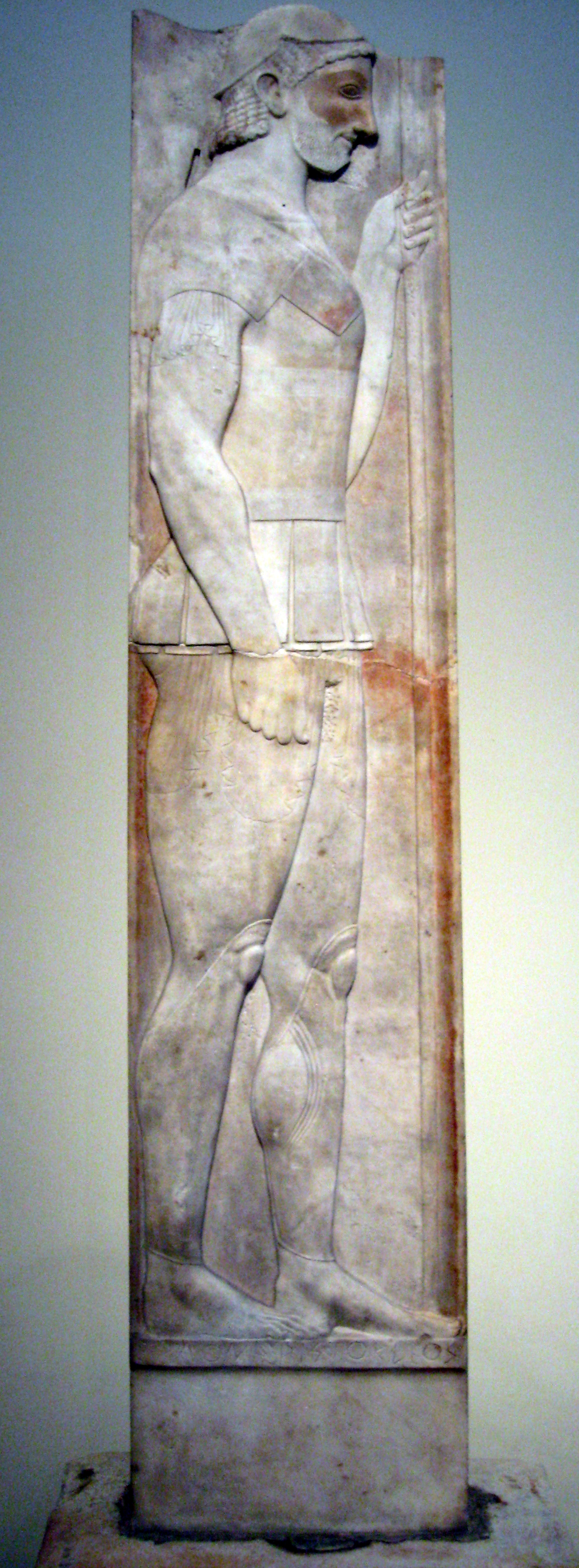
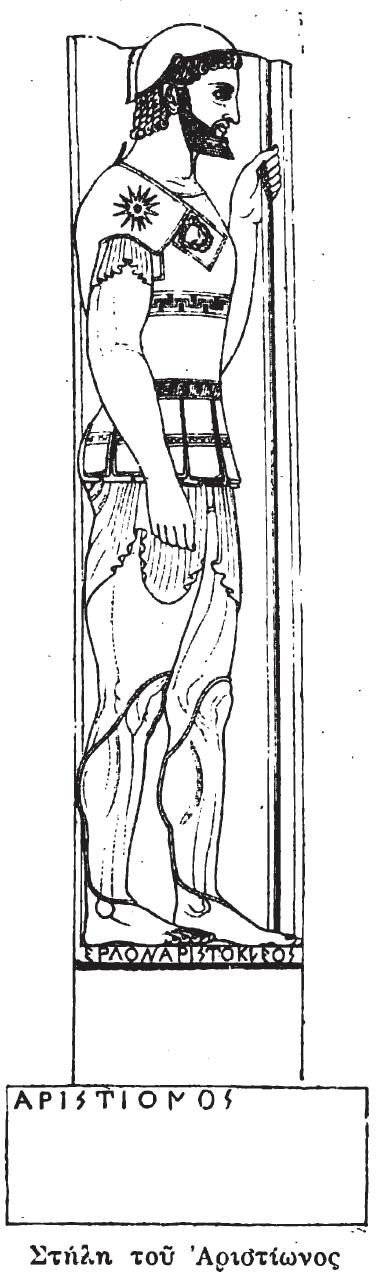
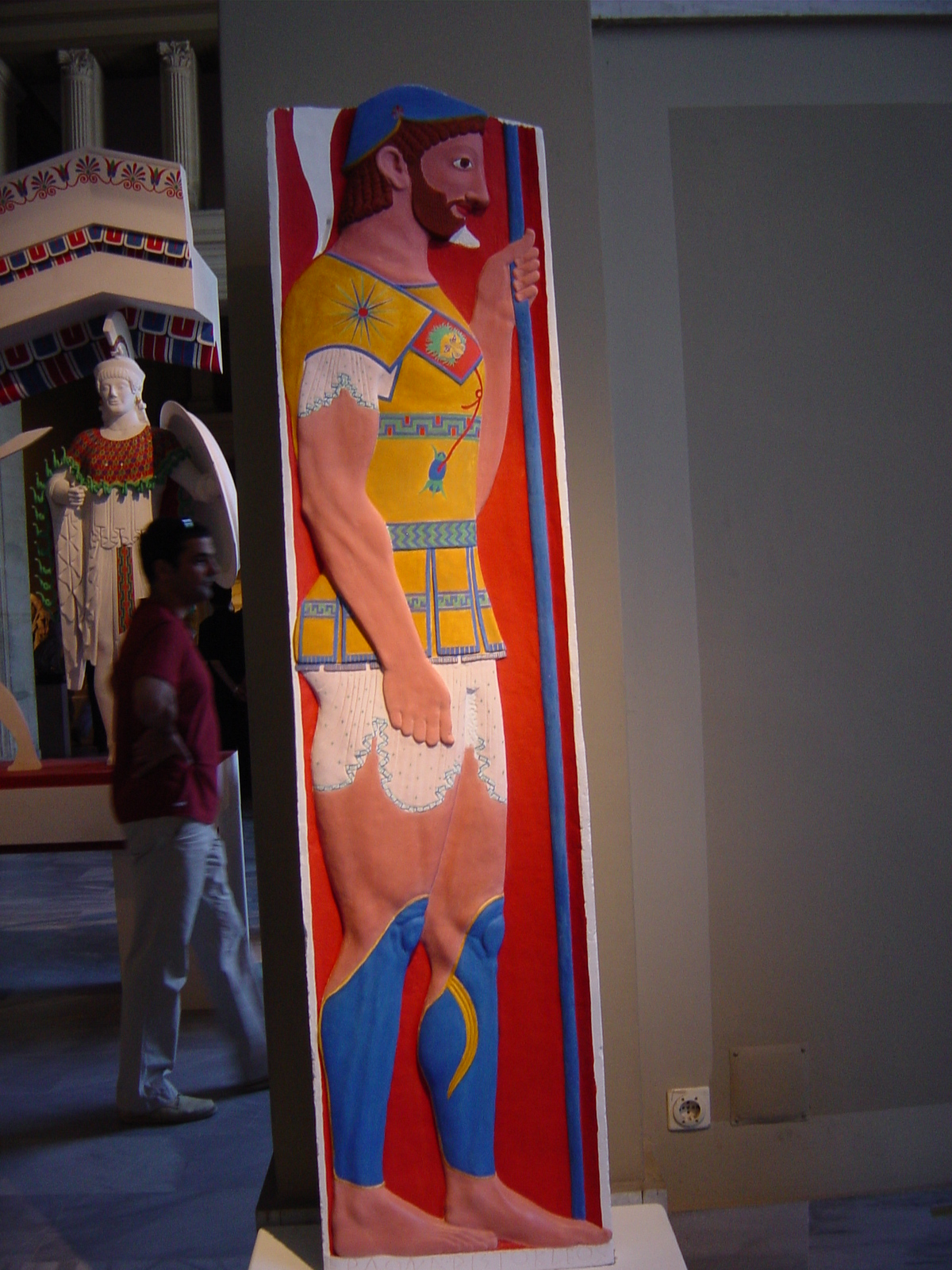
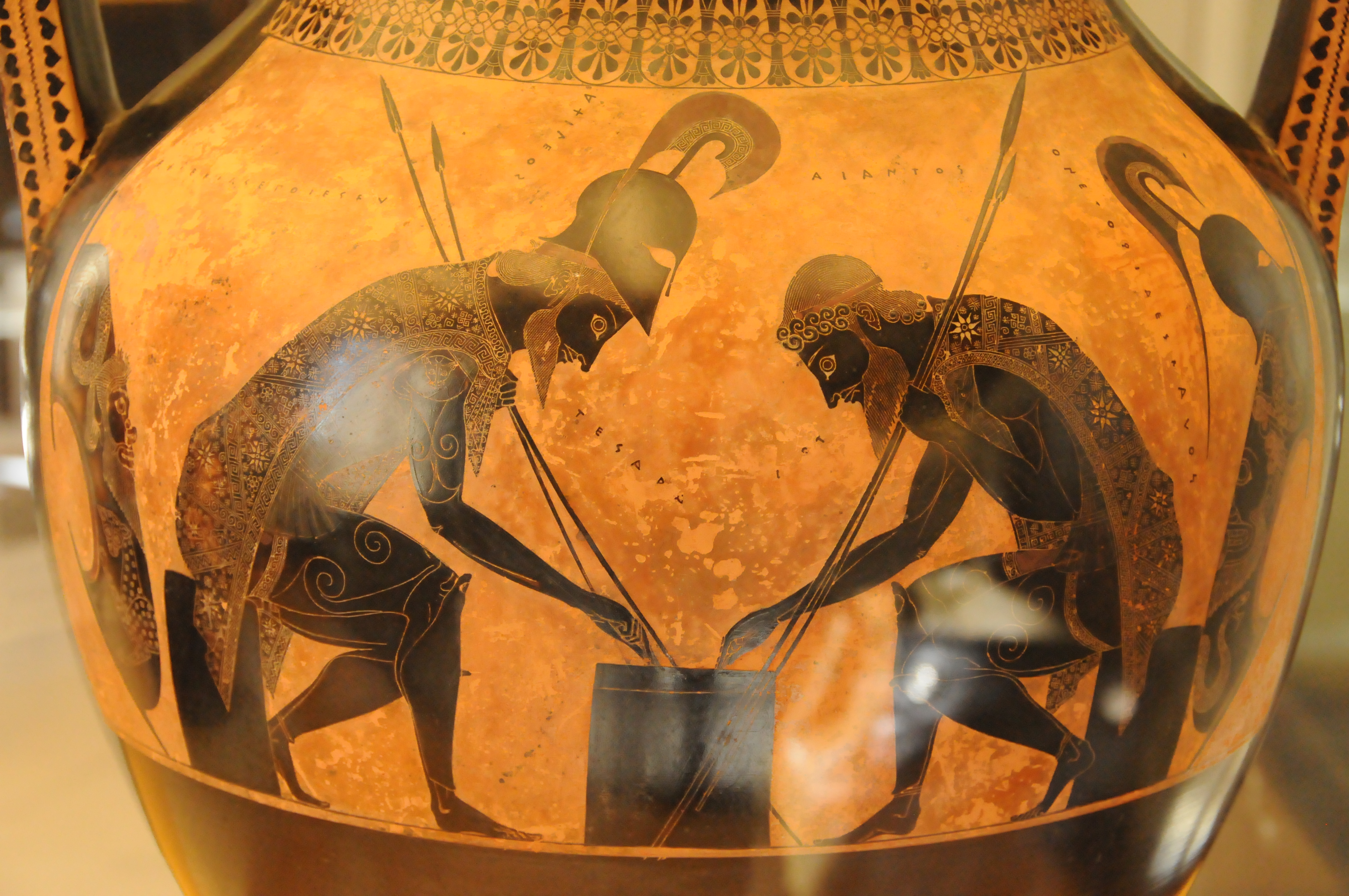
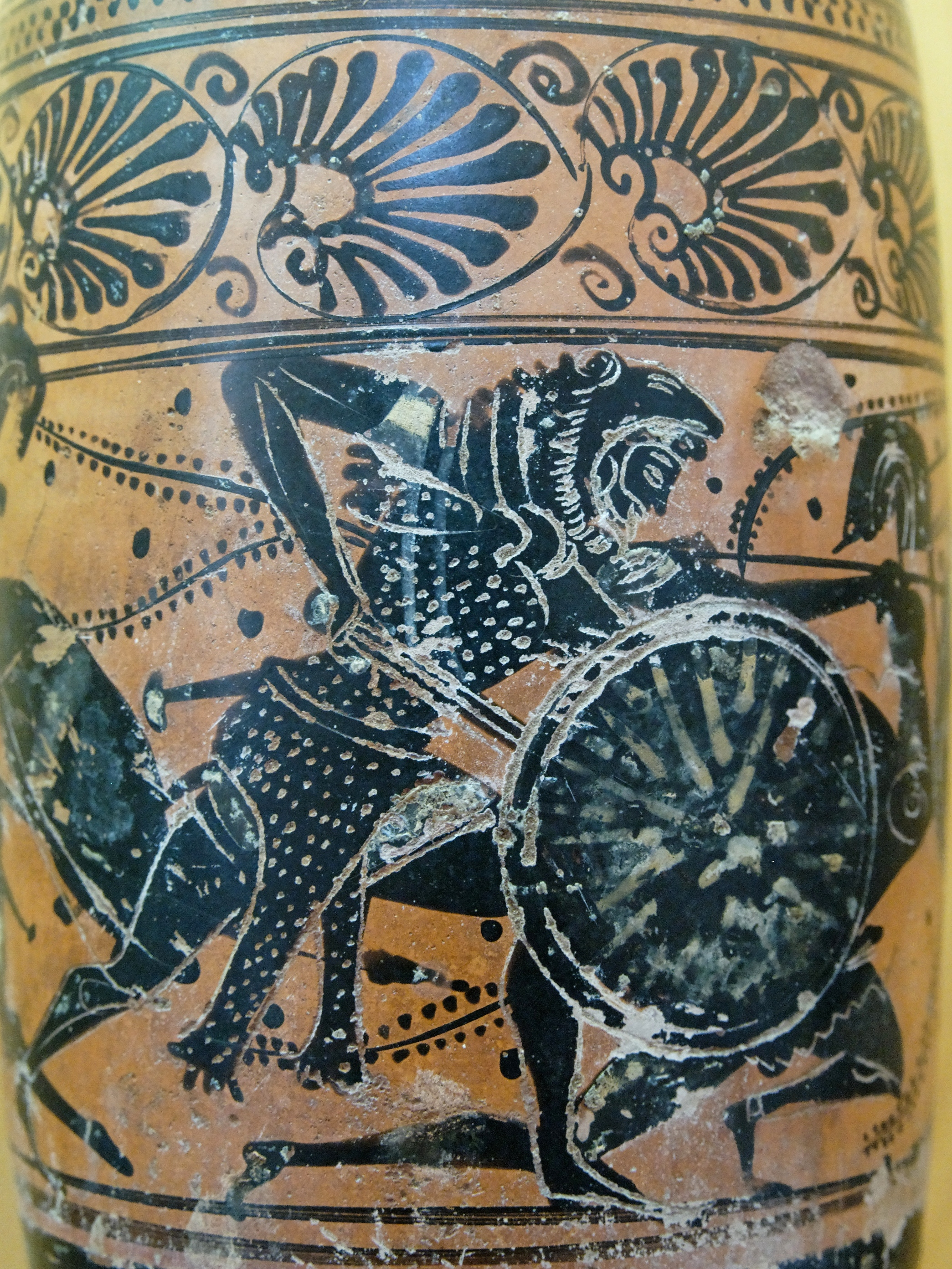
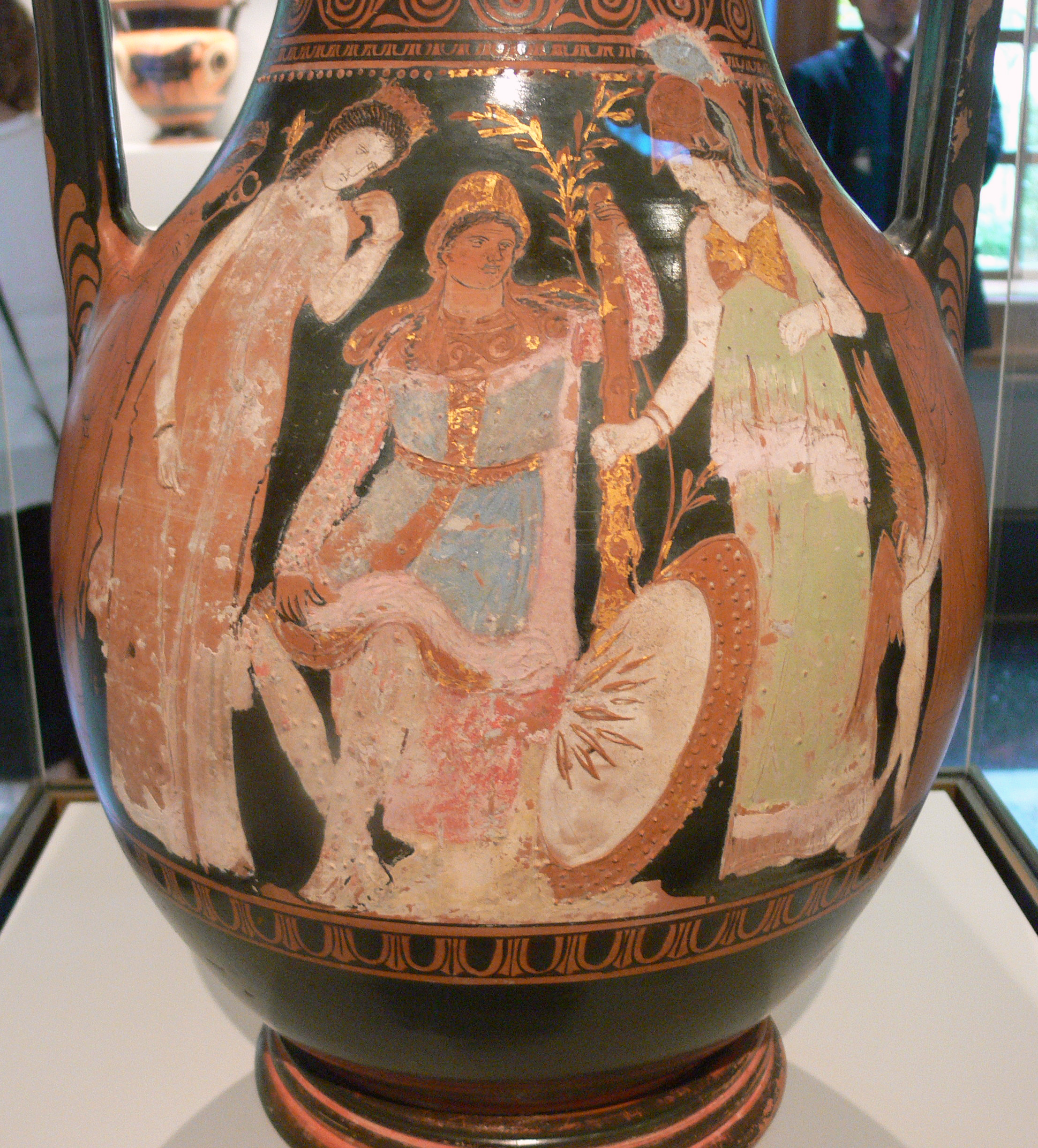
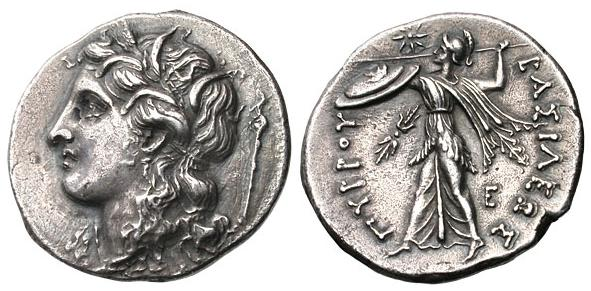
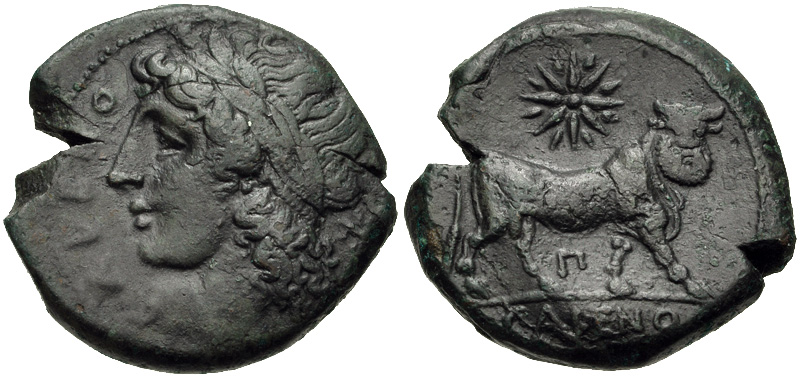
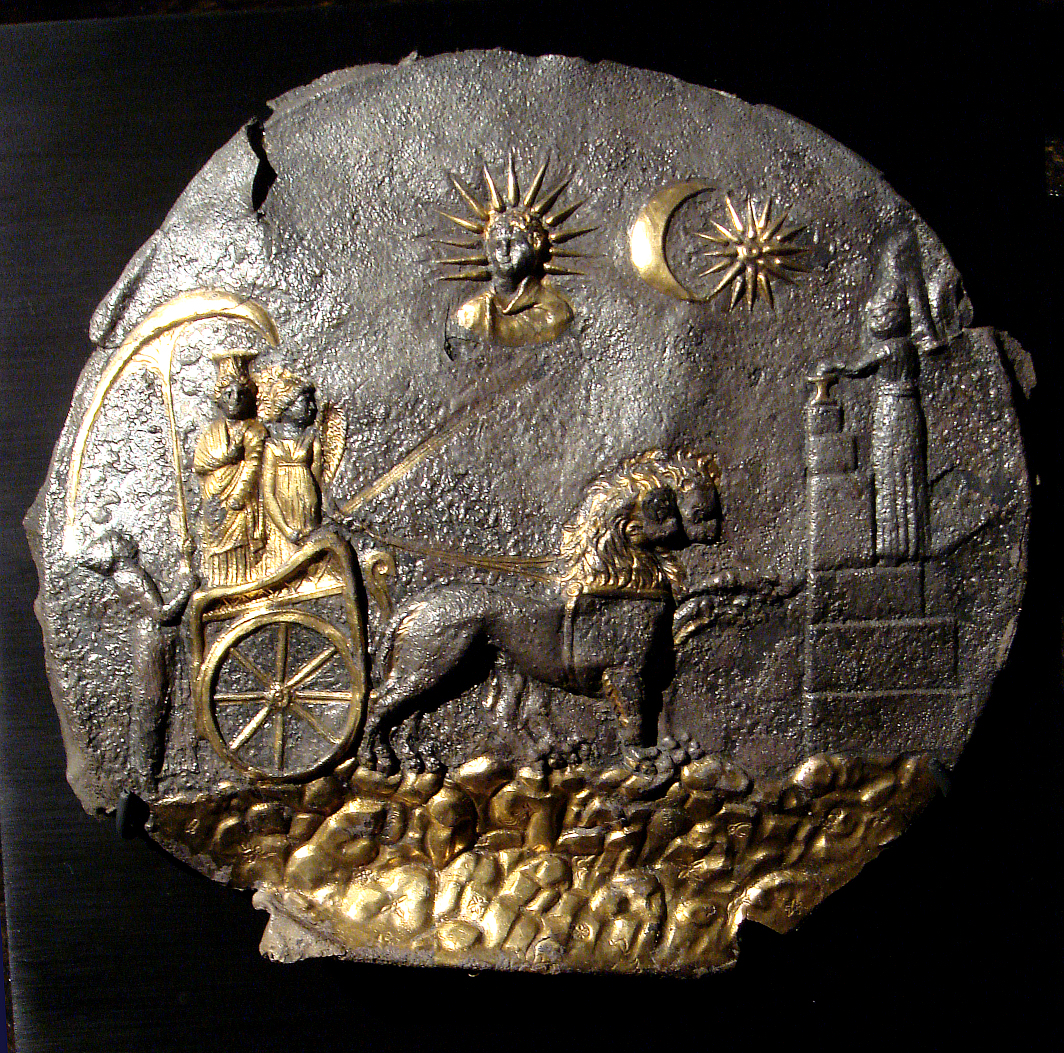